# Sivert Guttorm Bakken
Sivert Guttorm Bakken (ur. 18 lipca 1998 w Lillehammer) – norweski biathlonista, trzykrotny medalista igrzysk olimpijskich młodzieży i wielokrotny medalista mistrzostw świata juniorów.

## Kariera
Pierwszy raz na arenie międzynarodowej pojawił się 15 listopada 2014 roku w Sjusjøen, gdzie w zawodach juniorskich zajął 23. miejsce w sprincie. W 2016 roku wystartował na igrzyskach olimpijskich młodzieży w Lillehammer, gdzie zdobył złote medale w sztafecie mieszanej i biegu pościgowym oraz srebrny w sprincie. Na rozgrywanych rok później mistrzostwach świata juniorów w Otepää był drugi w sztafecie. Ponadto wywalczył brązowe medale w sprincie i biegu pościgowym podczas mistrzostw świata juniorów w Osrblie w 2019 roku.
W zawodach Pucharu Świata zadebiutował 8 stycznia 2021 roku w Oberhofie, zajmując 24. miejsce w sprincie. Tym samym już w debiucie zdobył pierwsze pucharowe punkty. 4 grudnia 2021 roku w Östersund wspólnie z kolegami z reprezentacji zajął pierwsze miejsce w sztafecie.

## Osiągnięcia

### Mistrzostwa świata juniorów
| Rok  | Miejscowość | Konkurencje | Konkurencje | Konkurencje | Konkurencje | Konkurencje | Konkurencje | Konkurencje |
| Rok  | Miejscowość | IN          | SP          | PU          | MS          | RL          | MR          | SR          |
| ---- | ----------- | ----------- | ----------- | ----------- | ----------- | ----------- | ----------- | ----------- |
| 2017 | Osrblie     | 13.         | 3.          | 6.          | –           | 1.          | –           | nd.         |
| 2018 | Otepää      | 22.         | –           | –           | –           | 2.          | –           | nd.         |
| 2019 | Osrblie     | 73.         | 3.          | 3.          | –           | 4.          | –           | nd.         |

### Puchar Świata

#### Miejsca w klasyfikacji generalnej
| Sezon     | Miejsce |
| --------- | ------- |
| 2020/2021 | 70.     |
| 2021/2022 | 9.      |

#### Miejsca na podium chronologicznie
| Lp. | Dzień    | Rok  | Miejscowość | Konkurencja          | Lokata | Pudła   | Czas biegu | Strata | Zwycięzca                  |
| --- | -------- | ---- | ----------- | -------------------- | ------ | ------- | ---------- | ------ | -------------------------- |
| 1.  | 12 marca | 2022 | Otepää      | Bieg masowy na 15 km | 3.     | 0+0+1+0 | 34:45,1    | + 15,5 | Vetle Sjåstad Christiansen |
| 2.  | 20 marca | 2022 | Oslo        | Bieg masowy na 15 km | 1.     | 0+0+0+0 | 38:31,2    | –      | –                          |